# 발트 신화
발트 신화는 발트 종교에서 유래하여 기독교화 된 이후 발트 민간 전승에 이르는 발트인들의 신화이다. 발트 신화는 궁극적으로 원시 인도유럽 신화에서 기인하며, 같은 발트슬라브어파 계열의 슬라브 신화와 유사한 요소를 지니고 있다. 발트 지역은 유럽에서 마지막으로 기독교화 된 지역 중 하나였으며, 이 과정은 15세기에서 16세기 이후에 일어났다. 이교도 시대의 발트족의 신화에 대한 상세한 기록은 남아있지 않지만 러시아어와 독일어 연대기, 후기 민속학, 어원학 및 비교 신화학에서 신화에 대한 지식을 얻을 수있다.
초기 연대기 (14세기와 15세기)는 주로 발트족의 신앙을 없애려는 선교사들의 산물이었지만 민간에서 살아남는다. 이 자료는 발트어와 마찬가지로 인도 유럽 연구에서 특히 가치가 있어 학자들이 오래된 것으로 여겨지는데  원시 인도유럽 신화의 요소를 반영한 것으로 본다. 원시 인도유럽 신화의 신성한 쌍둥이 신은 특히 디에바 데리 ((Dieva dēli) (라트비아의 신의 아들))와 디에보 수네리아이 ((Dievo sūneliai) (리투아니아의 신의 아들))로 잘 표현된다. 민속학에 따르면, 그들은 디에바스(원시 인도유럽 신화의 디에우스 파테르)의 자녀이다. 형제들과 그들의 아버지와 관련된 두 여신이 있다. 태양이 인격화 된 사울레 ((Saule) (라트비아어 '태양'))와 사울레스 메이타 ((Saules meita) (라트비아어 '태양의 딸'))가 있다.

## 같이 보기
- 원시 인도유럽 신화
- 슬라브 신화

## 참고 문헌
- Puhvel, Jaan (1989 [1987]). Comparative Mythology. Johns Hopkins University Press.
- Mallory, J. P. Adams, Douglas Q. (Editors) (1997). Encyclopedia of Indo-European Culture. Taylor & Francis. ISBN 1-884964-98-2